# Amaraji
Amaraji é um município brasileiro do estado de Pernambuco. Distante a 96 km da capital pernambucana, Recife.

## História
O município de Amaraji surgiu em torno de uma feira, realizada aos domingos, no Engenho Garra, a partir de 23 de julho de 1868. A feira atraiu o comércio e novas habitações. Foi crescendo um povoado denominado São José da Boa Esperança. Foi construída uma capela, tendo este santo como padroeiro. Em 1889, a Lei Provincial nº 2137 de 9 de novembro, elevou o povoado à categoria de Vila, a Vila de São José da Boa Esperança, pertencente ao município de Escada. No ano seguinte, foi criado o município com a denominação de Amaracy, depois Amaragi e atualmente denominado Amaraji. Foi elevada à categoria de cidade pela Lei Estadual nº 991, de 1 de julho de 1909. O município é formado pelo distrito Sede e pelo povoado de Demarcação.

## Geografia
Amaraji tem uma distância de 96 km de Recife pela BR 101, e 110 km pela BR 232. Situada na Zona da Mata Sul, rodeada de águas por todos os lados. Sua maior fonte de renda ainda é a cana-de-açúcar, porém já desenvolve várias outras culturas. Uma outra cultura forte na região é a banana, sendo considerada a maior produtora.
Para se chegar aqui existem dois caminhos: pela PE 63 são 25 km passando pela Usina União e Indústria até a BR 101; e pela PE 71 com uma distância de 27 km até a BR 232, passando pela cidade de Chã Grande que divide com a cidade de Gravatá. A BR 232 liga Recife ao sertão.
Localiza-se a uma latitude 08º22'59" sul e a uma longitude 35º27'09" oeste, estando a uma altitude de 289 metros. Sua população estimada em 2010 era de 21.925 habitantes.
Possui uma área de 235 km².
O acesso é feito através das rodovias BR-101 e PE-063; BR 232 e PE-71.
O relevo de Amaraji está inserido na unidade dos Tabuleiros Costeiros, que acompanha o litoral de todo o nordeste, apresenta altitude média de 50 a 100 metros. Compreende platôs de origem sedimentar, com entalhamento variável: possui alguns vales estreitos e encostas abruptas e também vales abertos com encostas suaves e fundos com amplas várzeas. Os solos são do tipo Latossolos e Podzólicos nos topos; Podzólicos com Fregipan, Podzólicos Plínticos e Podzóis nas pequenas depressões nos tabuleiros; Podzólicos Concrecionários em áreas dissecadas e encostas e Gleissolos e Solos Aluviais nos vales.
A vegetação nativa consiste em Floresta subperenifólia, com partes de Floresta subcaducifólia e transição cerrado/floresta.
A atividade econômica predominante é a agroindústria açucareira. Além da cana-de-açúcar, destacam-se outros produtos como abacaxi, mandioca, borracha, banana, batata-doce e laranja.
O Índice de Desenvolvimento Humano Municipal-IDH-M é de 0,617, o que situa o município em 95° no ranking estadual e em 4353° no nacional.

## História da Bandeira e Brasão de Amaraji

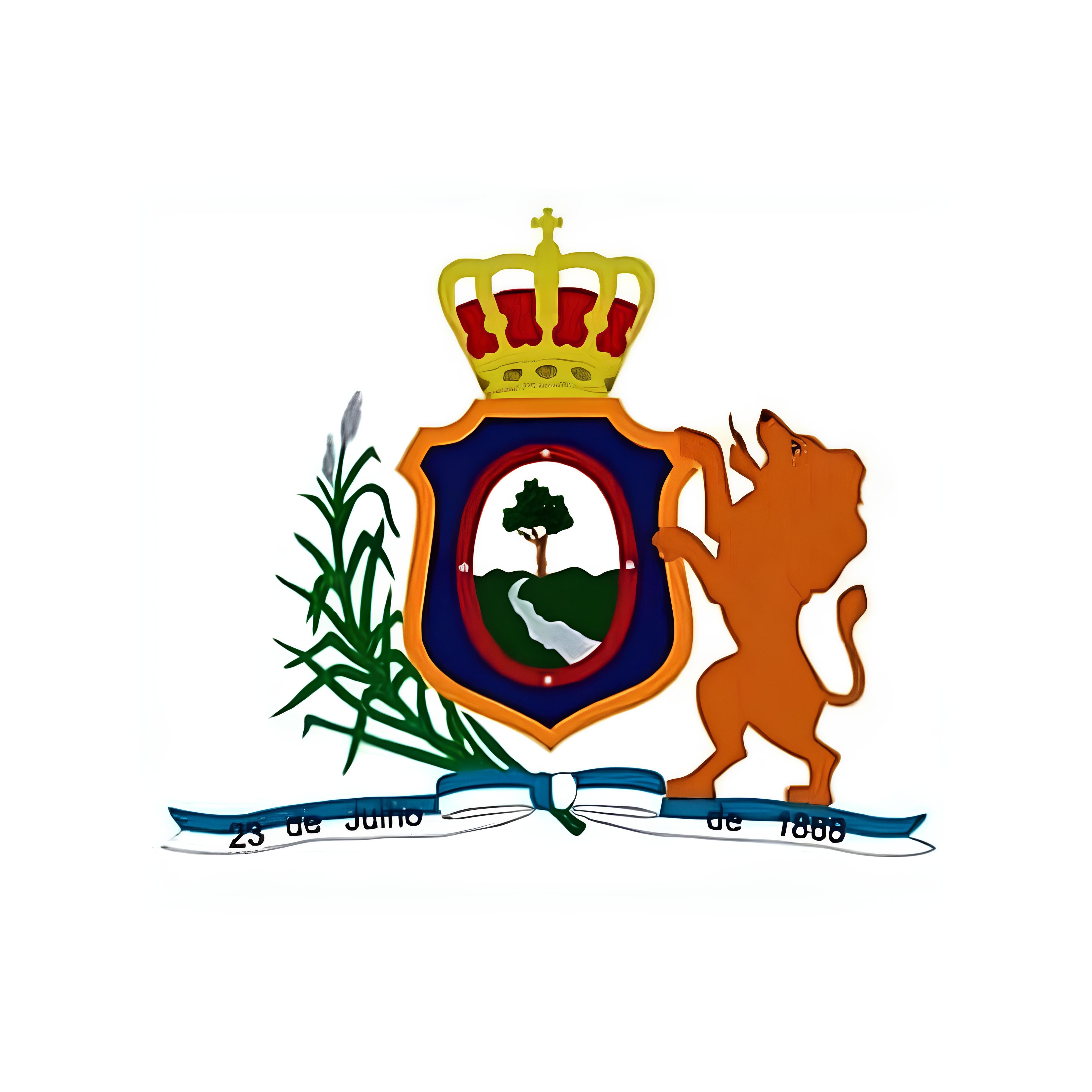
Desenho original do Brasão do município de Amaraji, criado em 1964 pela professora Sônia Santos.

Em 26 de Outubro de 1964, o Vereador José Teófilo Sobrinho encaminhou para o Prefeito Albérico Batista dos Anjos, a lei de Nº 022/1964 que criou a BANDEIRA OFICIAL DO MUNICÍPIO DE AMARAJI, assim constituída:
– UM ESCUDO com o campo de cor BRANCA, tendo ao centro uma árvore e abaixo um rio de cor prateada, contornado por uma fita vermelha com frisos brancos, quatro estrelas prateadas em forma de cruz; ao redor da fita vermelha, uma parte do escudo de cor azul cobalto, e, contornando essa parte, outra em amarelo ouro na parte superior, onde existe uma coroa amarela e sobre a mesma uma cruz de cor amarela; na parte inferior, uma faixa de cores azul e branca. Formando um laço com a data de 23 de julho de 1868.
O referido ESCUDO é ladeado por um pé de cana e a figura de um leão com as mãos sobre o mesmo.
SIGNIFICADOS:
Árvore: representa a floresta nativa do nosso município.
Água: o RIO AMARAJI que deu nome à nossa cidade.
Quatro Estrelas: representam os pontos cardeais.
Coroa: lembra o tempo do BRASIL IMPÉRIO.
Cruz Sobre a Mesma: o sentimento religioso do nosso povo.
Data: 23 de Julho de 1868, dia em que foi realizada a primeira Feira do nosso município.
Cana de Açúcar: a principal produção do nosso município.
O Leão: a bravura da nossa gente.
Na mesma lei e data foi criado o BRASÃO oficial do Município, com a mesma ilustração que consta na Bandeira.
A BANDEIRA DO MUNICÍPIO DE AMARAJI foi hasteada pela primeira vez em frente à Prefeitura Municipal no dia 15 de Novembro (Proclamação da República) e comemoração de 01 ano de governo do Prefeito Albérico Batista dos Anjos.
A lei de Nº 022/1964 foi sancionada em 03 de novembro de 1964 pelo então Prefeito Sr. Albérico Batista dos Anjos.